# Реинионски ибис
Реинионски ибис или Свети ибис са Реиниона (Threskiornis solitarius) изумрла је ендемска врста ибиса, која је била настањена на вулканском острву Реинион у Индијском океану. Први фосилни остаци пронађени су 1974. године, а по први пут је научно анализиран 1987. Његови најближи рођаци су мадагаскарски ибис, афрички ибис и аустралијски ибис.
Путописци из 17. и 18. века забележили су белу птицу која је отежано летела, и често су је називали усамљеник са Реиниона. Средином 19. века, старији путописци су претпостављали да је реч о белом додоу, услед претходних списа у којима се помиње постојање додоа на острву. Међутим, никакви фосилни остаци додоа нису пронађени на Реиниону. Додељивани су му и други погрешни називи, само на основу претпоставки. Крајем 20. века, пронађени фосилни остаци довели су до закључка да је реч о врсти ибиса.
Анализом старих описа и фосилних остатака, открило се да је реинионски ибис био претежно беле боје, са мањим примесама жуте и сиве. Врхови крила и репно перје били су црни. Имао је дуг врат и ноге, а кљун је био релативно раван и кратак у односу на друге врсте ибиса. Био је снажније грађе од својих рођака, али је иначе врло сличан њима. Фосили костију крила показују да је имао смањену могућности летења, што се може повезати са сезонским гојењем. Исхрана реинионског ибиса састојала се из црва и инсеката из земље. Преферирао је самоћу (отуда и назив „усамљеник”). У 17. веку, настањивао је планинске области, али можда је био присиљен да потражи удаљене висове, јер су га људи масовно ловили, као и због нових предаторских животиња које су настањивале приступачнија места на острву. Посетиоци Реиниона су хвалили укус ибисовог меса, те су ови фактори довели до потпуног истребљења ове врсте почетком 18. века.

## Ранији описи
Током 1770, француски природњак де Буфон записао је да је додо насељен на острвима Маурицијус и Реинион. Нејасно је зашто је навео и Реинион, али је такође Родригеског самотњака и Додоа (oiseau de Nazareth) сматрао истом врстом. Енглески природњак Хју Едвин Стрикланд дотакао се старих описа Реинионског самотњака у својој књизи „Додо и његови рођаци” из 1848. године, где је закључио да се ибис разликује од додоа и родригеског усамљеника. Барон Едмонд де Селис Лонгшам сковао је 1848. године научно име Apterornis solitarius за реинионског ибиса, именујући га типичном врстом из овог рода. Будући да је Ричард Овен већ користио назив Apterornis за другу птицу, Бонапарта је 1854. сковао нов назив Ornithaptera borbonica (Бурбон је оригинални француски назив за острво Реинион). Године 1854, Херман Шлегел је уврстио усамљеника у исти род као Додо, а назвао га је Didus apterornis. Он га је описао стриктно у складу са модерним подацима, што је резултирало изгледом попут ибиса или роде, а не додоа. Пошто се сматрало да има генетску повезаност са птицом Додо, Реинионски усамљеник је дуго био уврштен у Dididae породицу голубова.
Године 1856, Вилијам Кокер је објавио у Енглеској откриће „персијске” слике из 17. века, на којој је приказ белог додоа међу барским птицама. Уметник је касније идентификован као Питер Витус, и многи истакнути природњаци 19. века касније су претпоставили да је на слици приказан бели усамљеник са Реиниона, пробитно предложено од стране орнитолога Џона Гоулда. Истовремено, неколико сличних слика белих додоа аутора Питера Холстајна откривено је у Холандији. Године 1869, енглески орнитолог Алфред Њутн је тврдио да Витусова слика и гравура у Бонтекоовим мемоарима приказују живог реинионског додоа који је доведен у Холандију, објашњавајући туп кљун као резултат обрезивања кљуна како би се спречила могућност да повреди људе. Он је такође игнорисао недоследности између илустрација и описа, посебно дуги, танки кљун који је имплицирао један модерни опис.

## Савремен опис
До касних 1980—их, веровање у постојање белог додоа на острву Реинион било је устаљено мишљење, а само неколико истраживача је доводило у питање везу између слика белог додоа и сведочења о Усамљенику. Они су упозоравали да никакви закључци не могу бити донети без чврстих доказа као што су фосили, и да ништа не показује да бели додои на сликама имају било какве везе са Реинионом. Године 1970, Роберт В. Сторер предвидео је да уколико се пронађу икакви остаци, они неће припадати ни роду Raphinae, нити Columbidae.
Први фосилни остаци птица на Реиниону пронађени су 1974. године, и препознати као рода, Ciconia. Остаци су пронађени у пећини, што указује на то да су је ту донели и појели рани досељеници.Године 1987, фосили недавно изумрлих врста ибиса из Реиниона су описани као Borbonibis latipes, и сматрало се да припадају врсти гологлавог ибиса из рода Geronticus. Године 1994, показало се да фосил „роде” такође припада ибису. Откриће из 1987. навело је биолога Антонија С. Чека да укаже на то да постоји могућност да фосили припадају Реинионском усамљенику. Ова претпоставка је објављена од стране природњака који су описали Борбонског ибиса 1995. године, а такође је премештен у род Threskiornis, сада у комбинацији са специфичним епитетом solitariusиз Лонгшамовог назива из 1848. године. Аутори су истакли да савремени опис више одговара изгледу и понашању једног ибиса, него члану рода Raphinae, поготово што је фрагмент релативно кратке и равне доње вилице ибиса откривен 1994. године, а ибисови остаци су бројни на неким локалитетима; те би било чудно да путописци никада нису поменули тако релативно често виђену птицу, док су поменули већину других врста, касније препознатих из фосила.

## Еволуција
Вулканско острво Реинион је старо само три милиона година, а Маурицијус и Родригез, са својим нелетећим врстама птица, стари су осам до десет милиона година, и мало је вероватно да би иједна птица била у стању да лети после пет или више милиона година прилагођавања на острву. Стога је мало вероватно да је Реинион могао бити колонизован од стране нелетећих птица са ових острва, а само птице етачице на острву имају рођаке. Три милиона година је довољно времена за нелетеће и слаболетеће способности да еволуирају у птицама острва Реинион. Али такве врсте би нестале услед ерупције вулкана Питон де Ниж пре између 300.000 и 180.000 година. Најновије врсте би стога вероватно бити потомци животиња које су населиле острво из Африке или са Мадагаскара после овог догађаја, што није довољно времена за птицу да постане нелетећа.
Године 1995, морфолошке студије указале су на то да је најближи рођак Реинионског ибиса заправо Афрички ибис (T. aethiopicus) и Аустралијски ибис (T. spinicollis). Такође постоје докази да је најближи мадагаскарсом светом ибису (T. bernieri), а самим тим и да има афричко порекло.

## Изумирање
Растом популације досељеника на острву Реинион, Реинионски ибис се постепено територијално ограничавао на врхове планина. Нови предатори попут мачке и пацова узели су данак. Претерано изловљавање је такође допринело и неколико савремених записа тврде да је ова птица навелико ловљена за храну. Године 1625, Џон Татон је описао питомост ове птице и како је лако било уловити је:
Постоји продавница мале и велике перади, много голубова, великих папагаја и слично; и велике птице сличне ћурки, врло дебеле и кратких крила, а не могу да лете, белог перја, а врло питома, попут друге перади, тако да им не смета нити се плаше пуцња. Наши људи су их убијали моткама и камењем. Десеторица могу прикупити довољно њих да нахране четрдесеторицу на дан.
Последњи забележен сусрет са реинионским усамљеником је имао Фоаје 1708. године, што указује да то да је ова врста вероватно истребљена негде почетком осамнаестог века. Током 1820. године, Луј Анри де Фрејсине питао је једног старог роба о додоу, а речено му је да је птица постојала око Сен-Жозефа када је његов отац био дете. Ово би можда било век раније, али извор може бити непоуздан. Чек и Хјум сматрају да су дивље мачке у почетку ловиле храну у низији, а касније су се окренуле ка вишим подручјима унутрашњости, која су вероватно била последње упориште ибиса, јер су била недоступна за свиње. Врста се сматра истребљеном око 1710-1715.